# エデニウソン・アウグスト・ホドリゲス・ジ・ソウザ
アウグスト（Augusto）ことエデニウソン・アウグスト・ホドリゲス・ジ・ソウザ（Edenilson Augusto Rodrigues de Souza, 1986年11月12日 - ）は、ブラジル・サンパウロ州オザスコ出身のフットサル選手。ペスカドーラ町田所属。ポジションはピヴォ。

## 経歴
ブラジルのサンパウロ州出身。2010年から2013年にはADCインテリに所属し、2012-13シーズンにはリーガ・ナシオナル（国内1部リーグ）で優勝した。2013年にはスーペルリーガ・ヂ・フットサルも制し、南米最高峰のカップ戦であるコパ・リベルタドーレス・デ・フットサルでも優勝した。
2018年にFリーグのASVペスカドーラ町田に加入した。

## 所属クラブ
- 2005-2006  RCGガルサ・フットサル
- 2007  サンカエターノ・フットサル（ポルトガル語版）
- 2008-2009  RCGガルサ・フットサル
- 2010-2013  ADCインテリ
- 2014-2015  サン・ジョゼ・フットサル（ポルトガル語版）
- 2014-2015  アル・アラビSCフットサル
- 2016  ADCインテリ
- 2017-2018  ミナス・テニス・クルービ（ポルトガル語版）
- 2018-2019  ASVペスカドーラ町田

## タイトル
- 2006  ブラジレイロ・デ・セレソン
- 2007  コパ ジャル
- 2008  サンパウロ州選手権
- 2010  サンパウロ州選手権
- 2011  サンパウロ州選手権
- 2012-2013  リーガ・ナシオナル
- 2013  スーペルリーガ・ヂ・フットサル（ポルトガル語版）
- 2013  コパ・リベルタドーレス・デ・フットサル（英語版）
- 2015-2016  クウェートフットサルカップ